# World Music Award 2008
I World Music Award 2008 (20ª edizione) si sono tenuti a Monte Carlo il 9 novembre 2008.

## Nomination e vincitori
I vincitori sono indicati in grassetto

### World's Best Selling Record Act
- Coldplay

### World's Best Selling Pop Female Artist
- Leona Lewis

### World's Best Selling Pop Male Artist
- Kid Rock

### World's Best Selling Pop/Rock Female Artist
- Duffy
- Pink
- Amy Winehouse
- Katy Perry

### World's Best Selling Pop/Rock Male Artist
- Kid Rock
- Enrique Iglesias
- James Blunt
- Michael Jackson

### World's Best Selling Rock Act
- Coldplay
- Metallica
- Kings of Leon
- R.E.M.

### World's Best Selling R&B Female
- Alicia Keys
- Leona Lewis
- Rihanna
- Mariah Carey

### World's Best Selling R&B Male
- Chris Brown
- Ne-Yo
- Usher
- Robin Thicke

### World's Best Selling New R&B Act
- Estelle

### World's Best Selling New Act
- Duffy
- Leona Lewis
- Estelle
- Katy Perry

### World's Best Selling Hip Hop/Rap Artist
- Eminem
- Lil' Wayne
- T.I.
- T-Pain

### World's Best DJ
- Laurent Wolf
- Martin Solveig
- Tiësto
- Frankie Knuckles

### World's Best Selling Latin Performer
- Enrique Iglesias
- Gloria Estefan
- Shakira
- Luis Miguel

## Premi speciali

### Diamond Award
- Ringo Starr

### Outstanding Contribution to the Arts
- Beyoncé Knowles

### Special Achievement Award
- Mariah Carey

### Outstanding Contribution to the Music Industry
- L.A. Reid

## Premi regionali
- World's Best Selling African Artist: Akon
- World's Best Selling American Artist: Madonna
- World's Best Selling Australian Artist: Delta Goodrem
- World's Best Selling Benelux Artist: Kate Ryan
- World's Best Selling British Artist: Coldplay
- World's Best Selling Canadian Artist: Céline Dion
- World's Best Selling Chinese Artist: Jay Chou
- World's Best Selling French Artist: Christophe Maé
- World's Best Selling German Artist: Die Ärzte
- World's Best Selling Irish Artist: The Script
- World's Best Selling Italian Artist: Jovanotti
- World's Best Selling Japanese Artist: Exile
- World's Best Selling Middle Eastern Artist: Nancy Ajram
- World's Best Selling Nigerian Artist: 2Face
- World's Best Selling Norwegian Artist: Madcon
- World's Best Selling Russian Artist: Filipp Kirkorov
- World's Best Selling Spanish Artist: Enrique Iglesias
- World's Best Selling Swedish Artist: Basshunter[senza fonte]
- World's Best selling Pop artist: Katy Perry
- World's choice: Katy Perry
- World's Artist of the year: Katy Perry